# Diego Kisai
Diego Kisai (Haga, Okayama, 1533 – Nagasaki, 5 de febrero de 1597) fue un santo y mártir jesuita.

## Biografía
Estudió en un monasterio de bonzos. Contrajo matrimonio con una cristiana convertida y el hijo de ambos, Juan, ingresó al Seminario de los jesuitas. Él mismo pidió ingresar a la Compañía de Jesús al padre Solbi, quien lo aceptó previamente como catequista. También ofició como portero en Osaka. Fue detenido haciendo labor de catequesis junto con Pablo Miki y Juan Soan de Gotó, sus captores invocaron incumplimiento del Segundo Edicto persecutorio de Taicosama. Diego Kisai pudiendo invocar su condición de catequista para que lo liberen, prefirió declarar que era religioso para que así los jesuitas le acepten hacer sus votos, los cuales hizo al llegar a Nagasaki en el Hospital de San Lázaro ante el padre Francisco Pasio luego de una agobiante marcha de 600 km junto con los otros 25 era miembro de los 26 mártires de Japón.
Junto con sus dos compañeros y los otros 23 fue crucificado el 5 de febrero de 1597.
Fue canonizado junto a san Pablo Miki y san Juan Soan de Gotó el 8 de junio de 1862 por el papa Pío IX.
Su fiesta es el 6 de febrero.